# Sex, Love & Water
«Sex, Love & Water» (En español: "Sexo, Amor & Agua) es una canción del DJ y productor holandés Armin van Buuren. Cuenta con las voces del cantautor australiano Conrad Sewell. Se lanzó como sencillo en formato digital a través de Armada Music, el 2 de febrero de 2018. La canción fue compuesta por Armin van Buuren, Angel López, Scott Storch, Conrad Sewell, Flora Cutler y Charles Edward Treece, y fue producida por van Buuren, Lopez y Storch.

## Listado de canciones
- Descarga digital[2]

1. "Sex, Love & Water" – 3:17

- Descarga digital – extended mix[3]

1. "Sex, Love & Water" (extended mix) – 5:54

- Descarga digital – club mix[4]

1. "Sex, Love & Water" (club mix) – 2:45

- Descarga digital – Remixes[5]

1. "Sex, Love & Water" (Loud Luxury Remix) – 3:09
2. "Sex, Love & Water" (Sunnery James & Ryan Marciano Remix) – 2:51
3. "Sex, Love & Water" (Mark Sixma Remix) – 3:14
4. "Sex, Love & Water" (Melosense Remix) – 3:15
5. "Sex, Love & Water" (DRYM Remix) – 3:32

## Listas

### Listas semanales
| Listas (2018)                               | Máxima posición |
| ------------------------------------------- | --------------- |
| Bélgica (Flandes) (Ultratip Bubbling Under) | 25              |
| Bélgica (Valonia) (Ultratip Bubbling Under) | 13              |
| Países Bajos (Dutch Top 40)                 | 28              |